# Back In The Game (COLLAR歌曲)
Back In The Game是香港女子組合COLLAR的第十首單曲，由Ashley Alisha、K.Chozen@NUMBER K、Joe Chen、Phil Schwan@NUMBER K，陳詠謙填詞，於2024年3月8日推出。這首歌亦是COLLAR第一個演唱會「COLLAR CRUSH LIVE 2024」的主題曲。

## 概要
這首歌是該組合出道以來的第一首為演唱會創作之主題曲，歌名顧名思義是指「返去(回)舞台懷抱」。
而為了舞台效果，舞步不僅是組合出道以來最複雜，節奏也具「炸場」感覺。MV於香港新界大埔拍攝。

## 外部網頁
- YouTube上的《Back In The Game》官方MV

1. ↑  張祖銘. . 香港01. 2024-03-09.